# Гвазава, Левани Тенгизович
Лева́ни Тенги́зович Гваза́ва (груз. ლევანი თენგიზის ძე გვაზავა; 8 июля 1980, Ноджихеви, Хобский район, Грузинская ССР) — грузинский и российский футболист, полузащитник.

## Карьера

### Клубная
Воспитанник футбольной школы «Олимпия» из Хоби. Профессиональную карьеру в 1996 году в местной команде первой лиги, где выступал на протяжении четырёх лет. Провёл за клуб 82 встречи, в которых восемь раз забивал голы. В 2000 году Левани стал игроком молдавского клуба «Зимбру». Вместе с командой Гвазава дважды становился серебряным призёром первенства Молдавии, а также чемпионом и обладателем кубка страны. Всего в составе «Зимбру» Гвазава провёл 87 встреч, забив одиннадцать мячей.
В 2004 гуду Гвазава переехал в Россию, став игроком владикавказской «Алании». За два сезона провёл в составе «барсов» 23 матча в высшей лиге страны, забив один гол. После чего вернулся в Грузию, где на протяжении полугода был игроком батумского «Динамо».

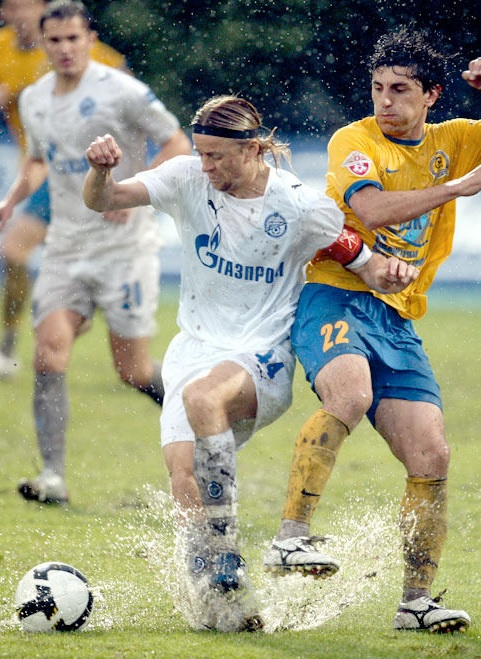
Гвазава (22) в составе «Луча-Энергии»

Перед началом сезона 2006 года пополнил ряды новичка российской высшей лиги — «Спартака» из Нальчика. Провёл 22 игры, забил один гол. Летом 2007 года перешёл в стан другого клуба РПЛ — владивостокского «Луча», где выступал полтора года, проведя 36 встреч (4 гола) за основную команду клуба. После окончания сезона 2008 решил покинуть команду. В ряде источников появилась информация об интересе к игроку со стороны казанского «Рубина», однако позднее Гвазава стал игроком грозненского «Терека». За три сезона Левани провёл в составе команды 60 встреч, дважды забивал голы. После окончания сезона 2011/12 игрок покинул команду по собственному желанию. Причиной такого решения стали разногласия с главным тренером коллектива Станиславом Черчесовым.
В конце августа 2012 года Гвазава стал игроком подмосковных «Химок». Дебют Левани в новом клубе состоялся 6 сентября 2012 года в матче десятого тура первенства ФНЛ против «Нефтехимика». На двадцатой минуте этого матча Гвазава забил свой первый гол в составе химчан, реализовав пенальти. В декабре 2012 года контракт с игроком был расторгнут по обоюдному согласию сторон.
В конце февраля 2014 года, после более чем годового перерыва в игровой практике, заключил контракт с командой высшей лиги Узбекистана «Нефтчи» из Ферганы.
2 сентября 2014 года заключил контракт с клубом футбольной национальной лиги «Анжи» из Махачкалы. Соглашение рассчитано до конца сезона 2014/15.
В мае 2017 года подписал контракт с клубом «Арарат»-2 (Москва), выступавшим в III дивизионе.
С 2019 года входил в тренерский штаб команды «Легион Динамо». В 2020—2021 годах возглавлял команду «Борадигях», участвовавшую в любительском первенстве Москвы в Дивизионе «Б», с 2021 года также работал тренером в «Коломне», некоторое время был исполняющим обязанности главного тренера «Коломны». В сезоне 2022/23 находился в тренерском штабе Артёма Куликова в «Сатурне» и «Велесе». С июля 2023 года — в тренерском штабе махачкалинского «Легиона».

### В сборной
Выступал за молодёжную команду Грузии, в составе которой провёл девять встреч, забив в них два гола. В августе 2010 года был приглашён в основную команду, но в расположение сборной не поехал, приняв решение не выступать за неё.

## Достижения
- Чемпион Молдавии: 1999/00
- Серебряный призёр чемпионата Молдавии (2): 2000/01, 2002/03
- Бронзовый призёр чемпионата Молдавии: 2001/02
- Обладатель кубка Молдавии: 2002/03
- Финалист Кубка Молдавии: 1999/00
- Серебряный призёр первенства первой лиги чемпионата Грузии: 1998/99

## Статистика
| Команда                   | Сезон            | Чемпионат        | Чемпионат | Чемпионат | Кубок | Кубок | Итого | Итого |
| Команда                   | Сезон            | Уров.            | Игры      | Голы      | Игры  | Голы  | Игры  | Голы  |
| ------------------------- | ---------------- | ---------------- | --------- | --------- | ----- | ----- | ----- | ----- |
| Колхети (Хоби)            | 1996/97          | II               | 22        | 1         | 0     | 0     | 22    | 1     |
| Колхети (Хоби)            | 1997/98          | II               | 27        | 1         | 0     | 0     | 27    | 1     |
| Колхети (Хоби)            | 1998/99          | II               | 19        | 6         | 0     | 0     | 19    | 6     |
| Колхети (Хоби)            | 1999/00          | I                | 14        | 0         | 0     | 0     | 14    | 0     |
| Колхети (Хоби)            | Итого            | Итого            | 82        | 8         | 0     | 0     | 82    | 8     |
| Зимбру (Кишинёв)          | 1999/00          | I                | 11        | 0         | 0     | 0     | 11    | 0     |
| Зимбру (Кишинёв)          | 2000/01          | I                | 20        | 2         | 0     | 0     | 20    | 2     |
| Зимбру (Кишинёв)          | 2001/02          | I                | 24        | 3         | 0     | 0     | 24    | 3     |
| Зимбру (Кишинёв)          | 2002/03          | I                | 22        | 5         | 0     | 0     | 22    | 5     |
| Зимбру (Кишинёв)          | 2003/04          | I                | 10        | 0         | 0     | 0     | 10    | 0     |
| Зимбру (Кишинёв)          | Итого            | Итого            | 87        | 10        | 0     | 0     | 87    | 10    |
| Алания (Владикавказ)      | 2004             | I                | 17        | 1         | 4     | 0     | 21    | 1     |
| Алания (Владикавказ)      | 2005             | I                | 6         | 0         | 1     | 0     | 7     | 0     |
| Алания (Владикавказ)      | Итого            | Итого            | 23        | 1         | 5     | 0     | 28    | 1     |
| Динамо (Батуми)           | 2005/06          | I                | 7         | 0         | 0     | 0     | 7     | 0     |
| Спартак-Нальчик           | 2006             | I                | 8         | 1         | 1     | 0     | 9     | 1     |
| Спартак-Нальчик           | 2007             | I                | 14        | 0         | 0     | 0     | 14    | 0     |
| Спартак-Нальчик           | Итого            | Итого            | 22        | 1         | 1     | 0     | 23    | 1     |
| Луч-Энергия (Владивосток) | 2007             | I                | 9         | 1         | 0     | 0     | 9     | 1     |
| Луч-Энергия (Владивосток) | 2008             | I                | 27        | 3         | 0     | 0     | 27    | 3     |
| Луч-Энергия (Владивосток) | Итого            | Итого            | 36        | 4         | 0     | 0     | 36    | 4     |
| Терек (Грозный)           | 2009             | I                | 19        | 1         | 1     | 0     | 20    | 1     |
| Терек (Грозный)           | 2010             | I                | 19        | 1         | 0     | 0     | 19    | 1     |
| Терек (Грозный)           | 2011/12          | I                | 22        | 0         | 2     | 0     | 24    | 0     |
| Терек (Грозный)           | Итого            | Итого            | 60        | 2         | 3     | 0     | 63    | 2     |
| Химки                     | 2012/13          | II               | 10        | 1         | 2     | 0     | 12    | 1     |
| Нефтчи (Фергана)          | 2014             | I                | 7         | 0         | 0     | 0     | 7     | 0     |
| Всего за карьеру          | Всего за карьеру | Всего за карьеру | 334       | 27        | 11    | 0     | 345   | 27    |

(откорректировано по состоянию на 15 июня 2014 года)
Источники:
- Статистика выступлений взята со спортивного медиа-портала FootballFacts.ru

## В медиафутболе
В 2023 году короткое время пробыл главным тренером медиафутбольной команды GOATS.